# Fortifications de Vauban inscrites à l'Unesco
Les fortifications de Vauban sont un ensemble de douze sites français inscrit sur la liste du patrimoine mondial de l’UNESCO depuis 2008. Le réseau des sites majeurs de Vauban est une association de villes créée le 30 mars 2005 à l’initiative de la ville de Besançon. Il regroupe les douze sites les plus représentatifs du système de fortifications érigé par l’architecte militaire Vauban. Son objectif est la mise en valeur et l’inscription de l’œuvre remarquable de Vauban sur la liste du patrimoine mondial de l’UNESCO. Le dossier de candidature a été retenu le 5 janvier 2007 par le ministère de la Culture pour représenter la France. Le 7 juillet 2008, douze des quatorze sites du réseau sont ajoutés à la liste lors de la réunion annuelle de l'UNESCO dans la ville de Québec,.

## Historique
En 2003, la ville de Besançon étudie la possibilité d’une candidature au patrimoine mondial de l’UNESCO. Après avoir pris l’avis de spécialistes, il s’avère nécessaire de monter une candidature sous forme d’un réseau représentant l’ensemble du génie de Vauban afin de répondre au mieux aux critères émis par l’UNESCO. Un premier cercle de huit sites se forme en 2005 puis une liste finale de quatorze sites, sur les 150 fortifications laissées par Vauban, est finalement validée par un conseil scientifique le 31 mars 2006. En concurrence avec le dossier regroupant les sites de le Corbusier (chaque pays ne pouvant présenter qu’un seul dossier chaque année), le réseau Vauban est finalement retenu le 5 janvier 2007 par le ministère de la Culture alors que débutent les célébrations du tricentenaire de la mort de l’architecte.
Le 7 juillet 2008, douze des quatorze sites du réseau sont admis sur la liste finale du patrimoine mondial. Les sites du château de Bazoches dans la Nièvre et le fort transformé en citadelle du Palais à Belle-Île-en-Mer dans le Morbihan sont exclus de l'inscription. La citadelle de Belle-Île-en-Mer a été écartée par l'UNESCO pour « manque d'authenticité » notamment en raison d'un projet hôtelier en son sein et le château de Bazoches pour ne pas être une fortification. Bien que cela ait suscité des interrogations, le fait que ces deux sites soient des propriétés privées n'aurait pas joué dans cette décision.

## Choix des sites
L’œuvre de Vauban est tellement monumentale — il a conçu et suivi la réalisation de plus de 150 places fortes ainsi que de vastes ouvrages civils en France — que seule une série de sites permet d’en illustrer toutes les facettes. Celle-ci, identifiée à partir d’une analyse scientifique, croise plusieurs critères typologiques.
Ainsi, la série des douze sites réunit les plus beaux exemples selon la typologie suivante :
- l’évolution des conceptions défensives de Vauban, organisées après lui en premier, deuxième et troisième système ;
- une déclinaison géographique complète (sites de plaine, de bord de mer et de montagne) ;
- le type d’ouvrage (fort, enceinte urbaine ou citadelle) ;
- l'adaptation des fortifications existantes et la création ex nihilo.

Les sites ont également été sélectionnés sur un critère d’authenticité et de conservation. Ils ont tous été réalisés du vivant ou selon les projets de Vauban. Ils n’ont pas connu d’évolution majeure depuis : ils sont ainsi toujours perceptibles dans l’état voulu par l’ingénieur. Enfin, la qualité paysagère a été explicitement intégrée comme critère de sélection : la majorité des sites se situe dans un cadre naturel et paysager exceptionnel de par leur diversité géographique (bord de mer, plaine, montagne).

## Liste des sites
Les douze sites de cette série sont, par ordre alphabétique :
1. Arras (Pas-de-Calais), la citadelle ;
2. Besançon (Doubs), la citadelle, l’enceinte urbaine et le fort Griffon ;
3. Blaye-Cussac-Fort-Médoc (Gironde), la citadelle de Blaye, l'enceinte urbaine, le fort Paté et le fort Médoc ;
4. Briançon (Hautes-Alpes), l’enceinte urbaine, la redoute des Salettes, le fort des Trois-Têtes, le fort du Randouillet, l’ouvrage de la communication Y et le pont d’Asfeld ;
5. Camaret-sur-Mer (Finistère), la tour dorée ;
6. Longwy (Meurthe-et-Moselle), la ville neuve de Longwy ;
7. Mont-Dauphin (Hautes-Alpes), la place forte ;
8. Mont-Louis (Pyrénées-Orientales), la citadelle et l’enceinte ;
9. Neuf-Brisach (Haut-Rhin), la ville neuve ;
10. Saint-Martin-de-Ré (Charente-Maritime), l’enceinte et la citadelle ;
11. Saint-Vaast-la-Hougue & Île Tatihou (Manche), les tours observatoires ;
12. Villefranche-de-Conflent (Pyrénées-Orientales), l’enceinte, le fort Libéria et la grotte dite « Cova Bastera ».

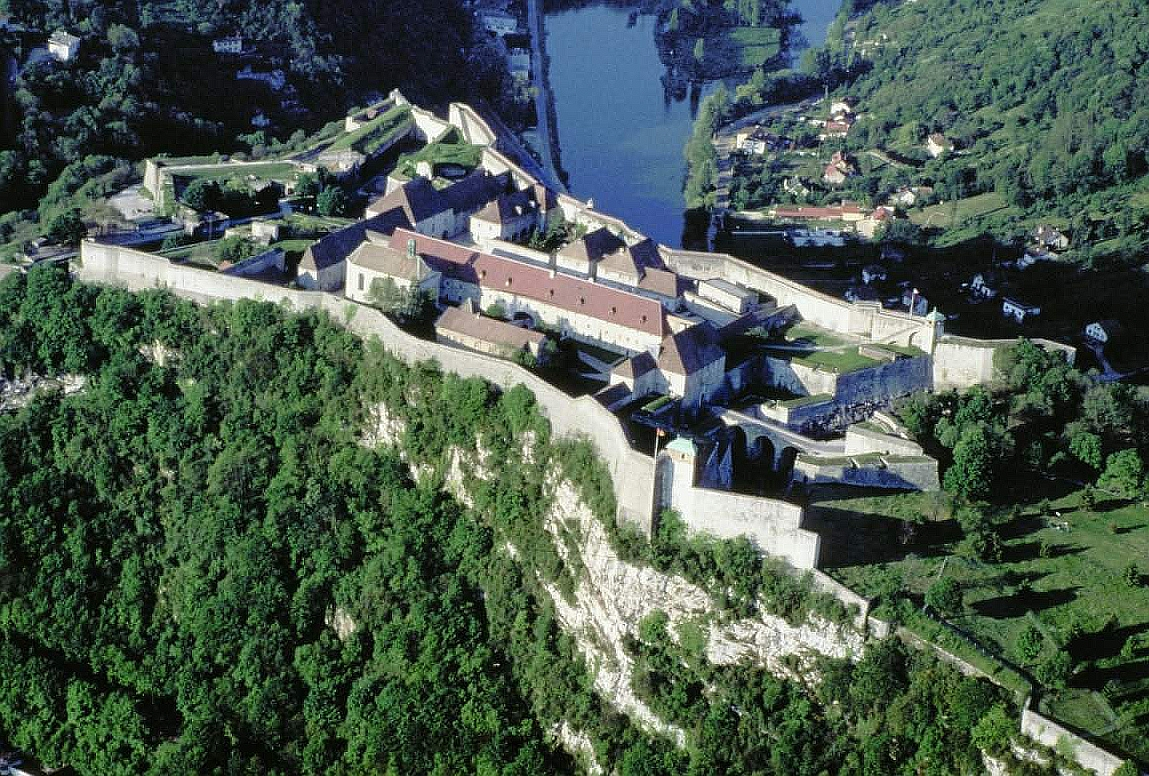
La citadelle de Besançon, vue du ciel.
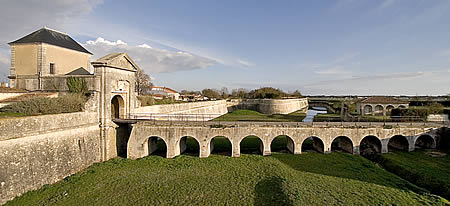
La porte des Campani (Saint-Martin-de-Ré - Île de Ré).
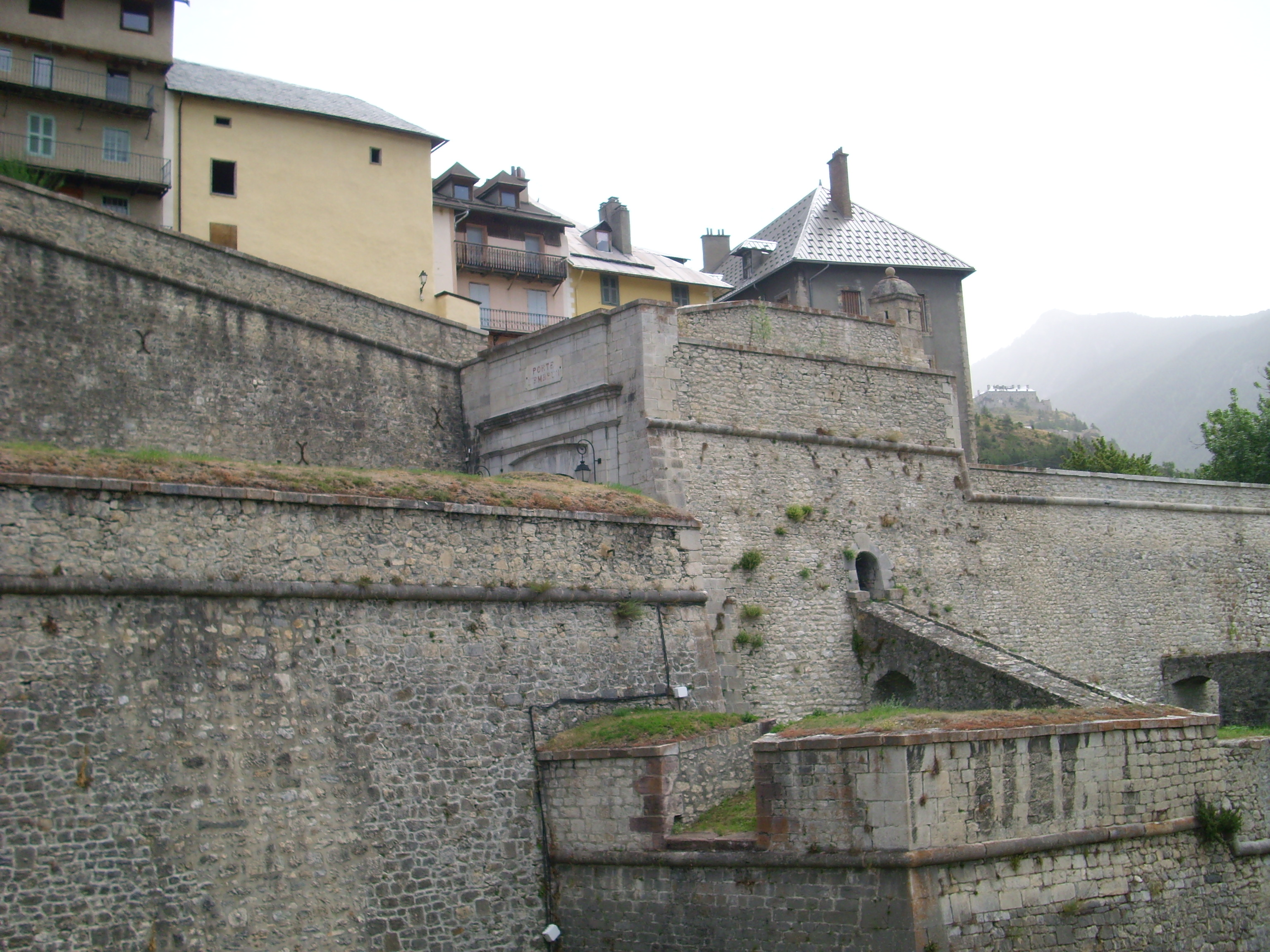
La porte d'Embrun et les enceintes de la ville de Briançon.
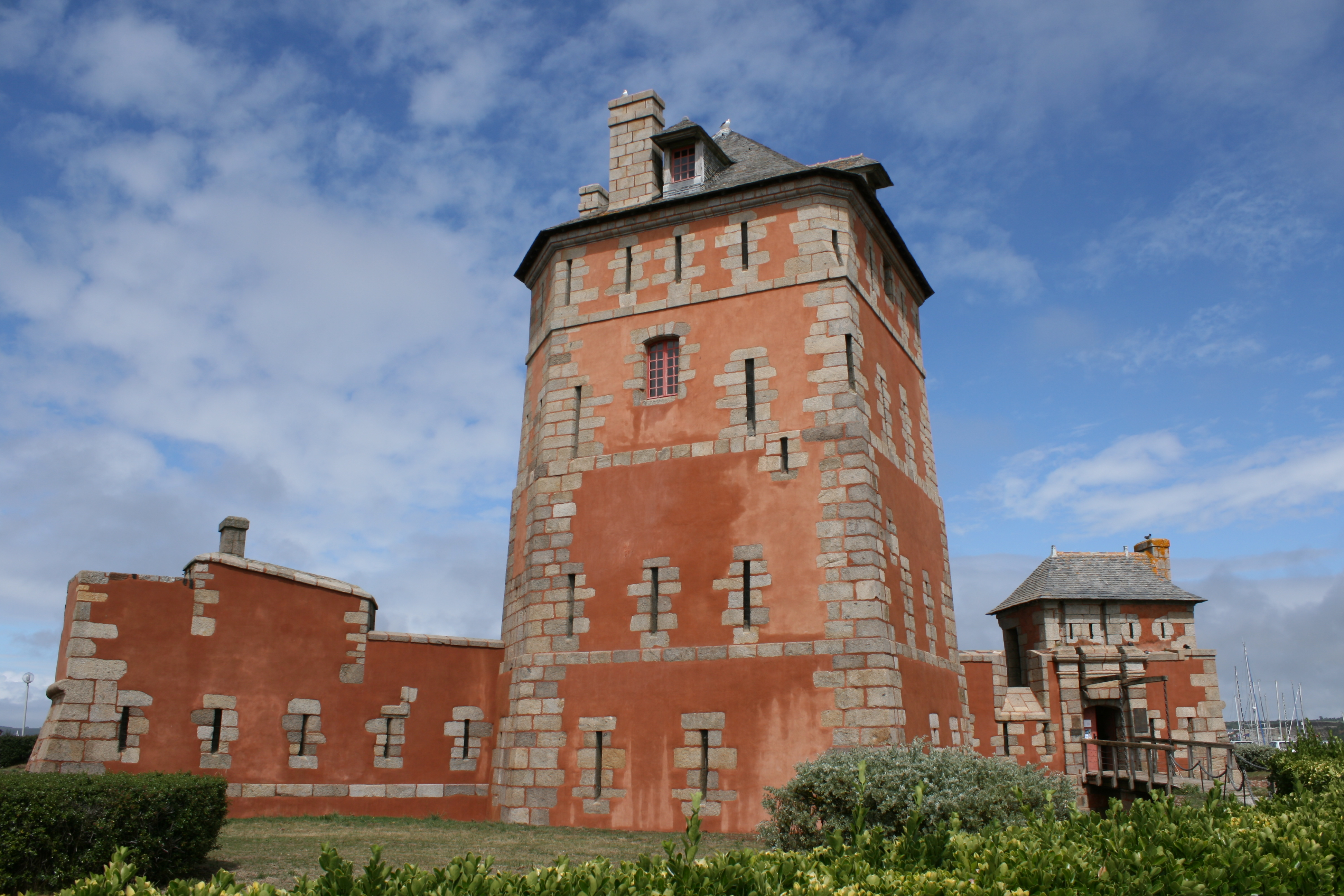
La Tour-Dorée de Camaret-sur-Mer.

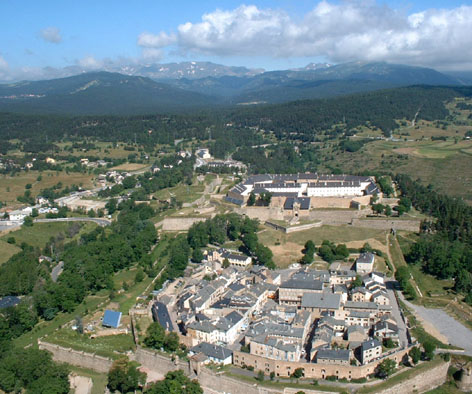
Mont-Louis.
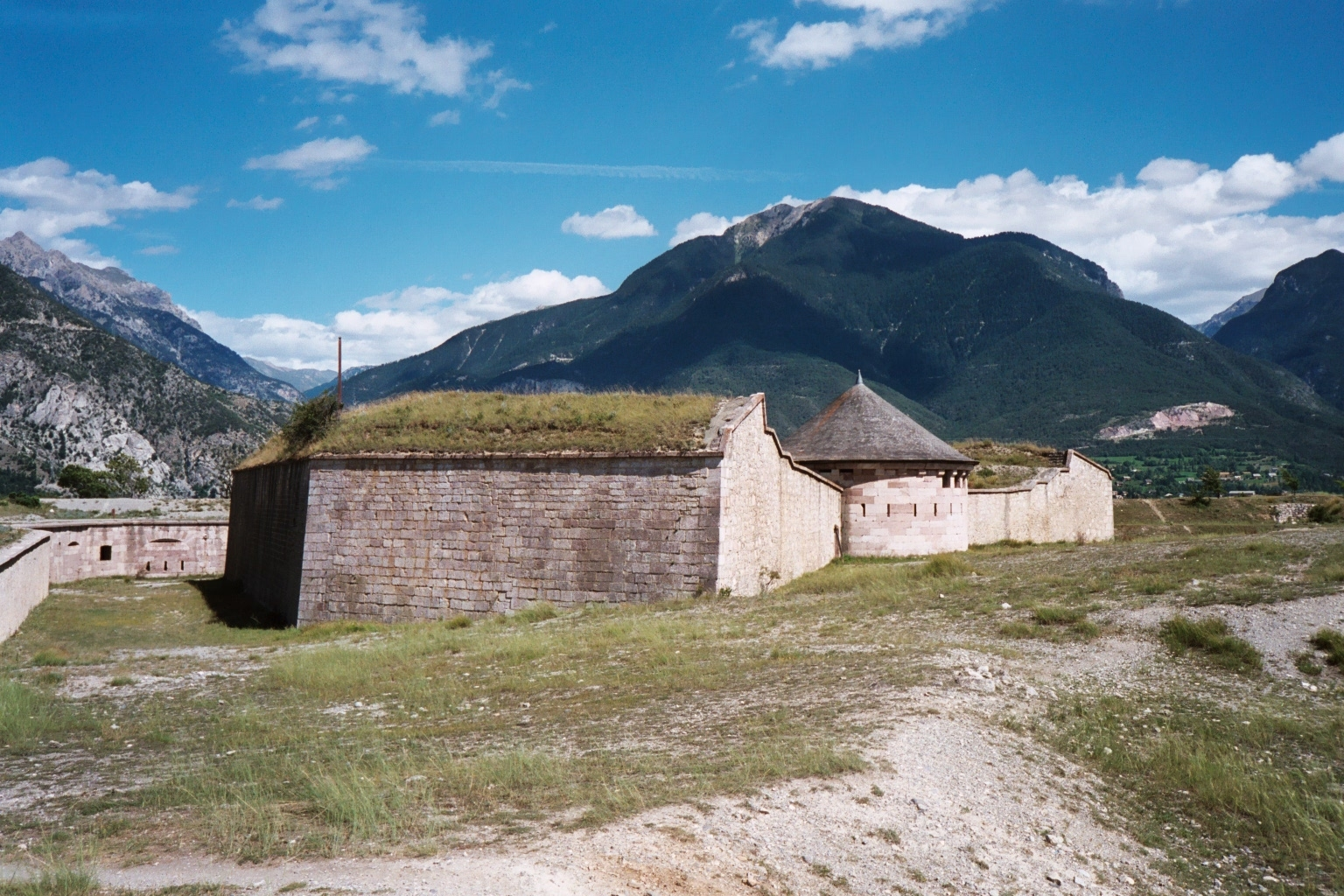
Place forte de Mont-Dauphin.
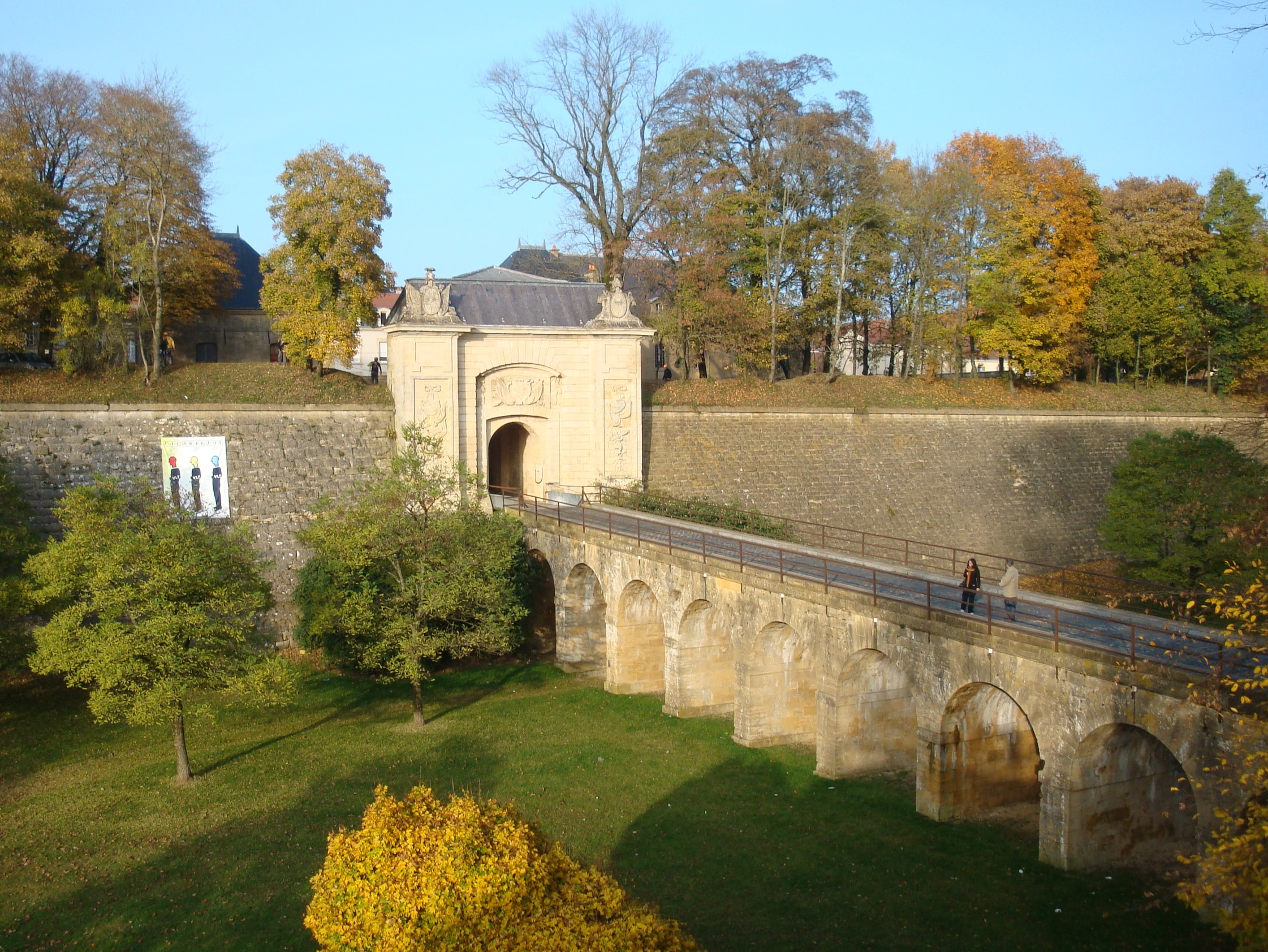
La ville neuve de Longwy.
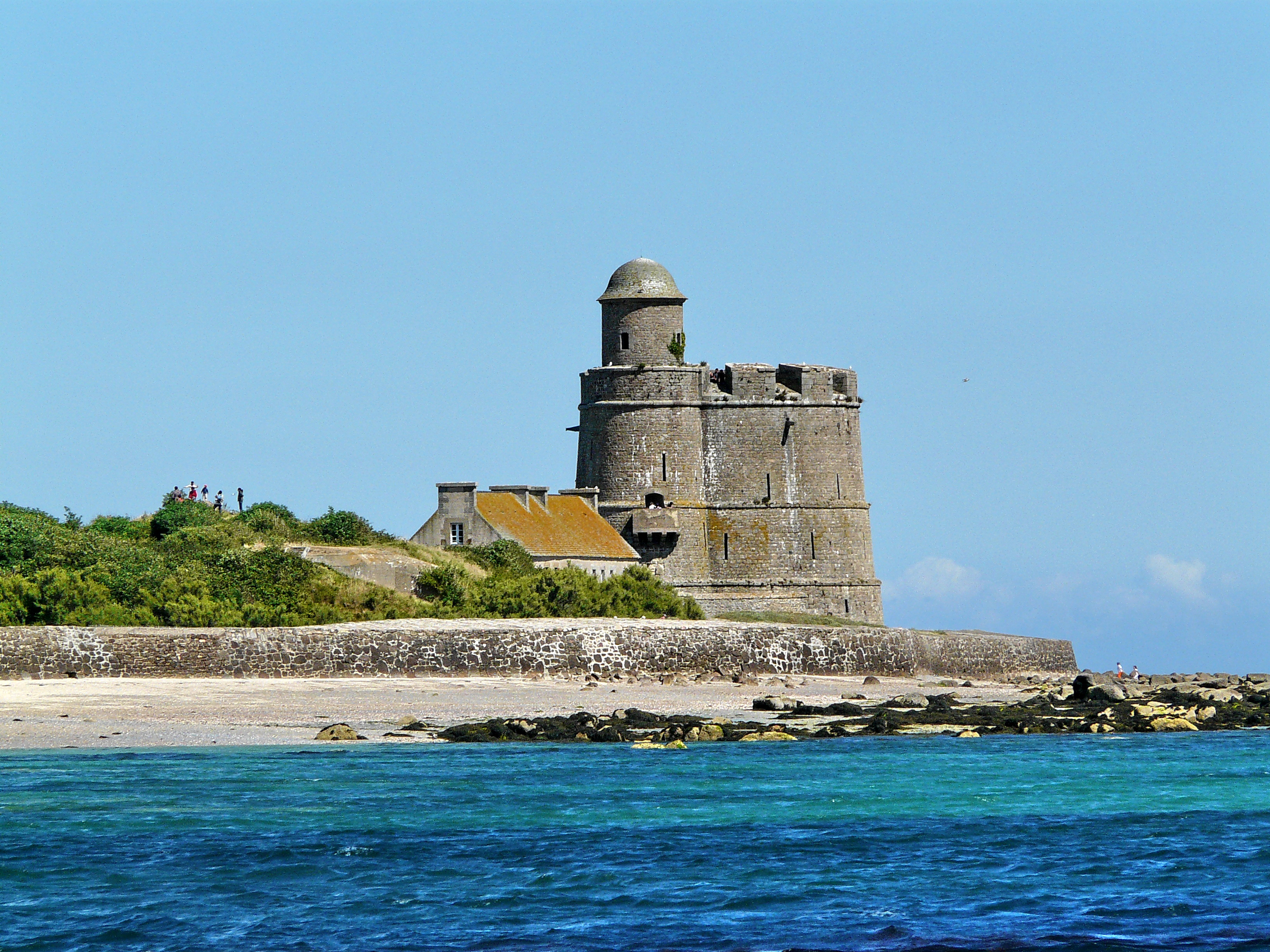
Le fort de l'île de Tatihou.